# Elthon Maran
Aliazer Thoncy Elthon Maran hay ngắn gọn Elthon Maran (sinh vào ngày 6 tháng 4 năm 1989) là một cầu thủ bóng đá người Indonesia hiện tại thi đấu cho Semen Padang FC ở Liga 2.